# اسندیو
اسندیو (به انگلیسی: sndio) یک لایه نرم‌افزاری از سیستم‌عامل اوپن‌بی‌اس‌دی است که استفاده از کارت‌های صدا و درگاه‌های MIDI را مدیریت می‌کند. این لایه، یک سرور صدای اختیاری و یک رابط برنامه‌نویسی نرم‌افزار مستندشده برای دسترسی یکنواخت به سرور یا سخت‌افزارهای صوتی و MIDI فراهم می‌کند. sndio جهت استفاده توسط برنامه‌های رومیزی طراحی شده است، اما توحه ویژه‌ای هم معطوف سازوکارهای همگام‌سازی و قابلیت اطمینان مورد نیاز توسط برنامه‌های مرتبط با موسیقی دارد.